# Kirkehamn
Kirkehamn (eller Kirkehavn) är en kyrkby i Flekkefjords kommun i Agder fylke i södra Norge. Orten ligger på den västra delen av ön Hidra. Här finns Hidra kyrka.
Orten utgjorde tidigare centralort i dåvarande Hidra kommun.

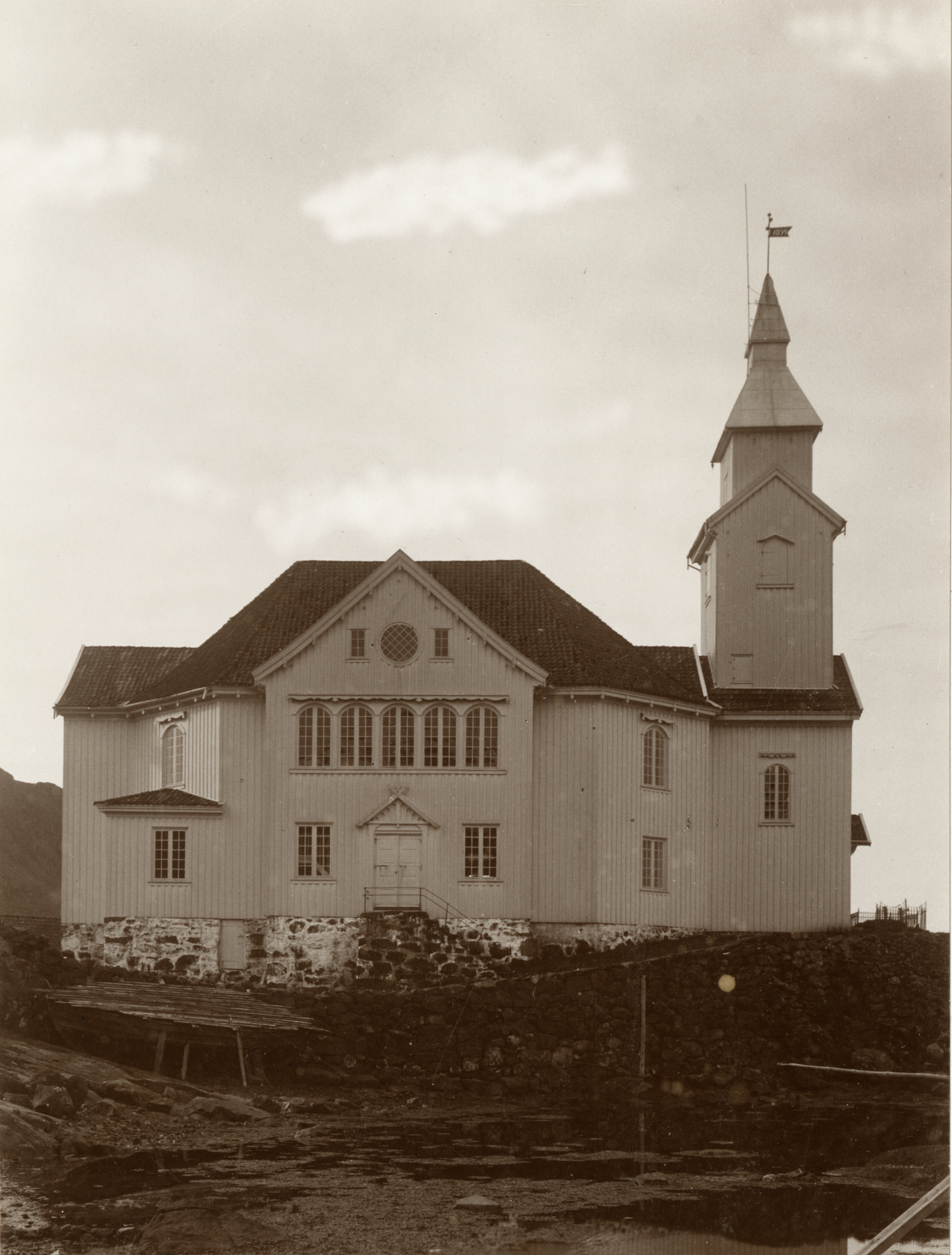
Hidra kyrka.